# Torneo de Eastbourne 2015
El Torneo de Eastbourne 2015, también conocido como el Aegon International 2015, es un torneo de tenis. Pertenece a la WTA Tour 2015 en la categoría Premier. El torneo se jugó sobre las canchas de césped del Devonshire Park Lawn Tennis Club en la ciudad de Eastbourne (Gran Bretaña) desde el 22 de junio hasta el 27 de junio de 2015.

## Cabeza de serie

### Individual femenino
| Tenista             | Ranking | Preclasificada |
| Petra Kvitova       | 2       | 1              |
| Caroline Wozniacki  | 5       | 2              |
| Lucie Šafářová      | 6       | 3              |
| Yekaterina Makarova | 8       | 4              |
| Angelique Kerber    | 10      | 6              |
| Eugenie Bouchard    | 11      | 7              |
| Karolína Plíšková   | 12      | 8              |
| Agnieszka Radwanska | 13      | 9              |
| Andrea Petkovic     | 14      | 10             |
| Elina Svitolina     | 17      | 11             |
| Madison Keys        | 18      | 12             |
| Sara Errani         | 20      | 13             |
| Garbiñe Muguruza    | 21      | 14             |
| Flavia Pennetta     | 22      | 15             |
| Samantha Stosur     | 23      | 16             |

- Ranking del 15 de junio de 2015

### Dobles femenino
| Tenista                            | Ranking | Preclasificada |
| Martina Hingis Sania Mirza         | 3       | 1              |
| Yekaterina Makarova Yelena Vesnina | 6       | 2              |
| Tímea Babos Kristina Mladenovic    | 16      | 3              |
| Caroline Garcia Katarina Srebotnik | 44      | 4              |

## Campeones

### Individuales femenino
Belinda Bencic venció a  Agnieszka Radwańska por 6-4, 4-6, 6-0

### Dobles femenino
Caroline Garcia /  Katarina Srebotnik vencieron a  Yung-Jan Chan /  Jie Zheng por 7-6(5), 6-2